# Клас 125cc
Клас 125cc — колишній формат змагань на мотоциклах у чемпіонаті світу з шосейно-кільцевих мотоперегонів MotoGP. Назва класу вказує на максимальний дозволений робочий об'єм двигунів мотоциклів, який був обмежений 125 см³. Був присутній у чемпіонаті починаючи з дебютного сезону 1949 року. У сезоні 2012 був замінений класом Moto3.

## Технічні особливості
Правилами змагань з 1988 року була обмежена мінімальна маса мотоцикла на рівні 70 кг (або разом з гонщиком — 132 кг). До цього мінімальна маса мотоцикла з пілотом повинна була становити не менше 136 кг. Це було здійснено з метою вирівнювання шансів великих і малих гонщиків.
З 1970 року максимальна кількість циліндрів двигуна була обмежена двома, з 1988 було дозволено використання лише 1-циліндрових двигунів.
Мінімальний вік гонщиків був встановлена на рівні 15 років, тоді як максимальний був обмежений 28 роками (25 років для пілотів, які брали участь у гонках по вайлд-кард та для спортсменів, які брали участь у гонці вперше).

## Історія

### Витоки
У гоночному світі клас 125cc отримав визнання лише після закінчення Другої світової війни. До того часу в «ультралегкій» (за термінологією тих років) категорії панували 175-кубові мотоцикли, а «вісьмушки» вважалися чимось на зразок велосипеда з двигуном. Повністю перевернув ставлення до цього класу один мотоцикл: DKW RT125 1939 року. Незабаром після війни ця модель стала об'єктом масового копіювання і затвердила «вісьмушки» як найпопулярніші легкі мотоцикли.

### MotoGP
Перший чемпіонат світу з шосейно-кільцевих мотоперегонів серії Гран-Прі відбувся у 1949 році. Змагання у ньому відбувались у п'яти класах: 125cc, 250cc, 350cc і 500cc, а також мотоцикли з колясками 600cc. Найдовше протримався саме 125cc — змагання у ньому тривали 62 сезони; деякі класи відійшли в небуття (350cc та гонки з колясками), інші були замінені раніше (250cc на Moto2, 500cc на MotoGP).
Перші десять років у класі 125сс безроздільно панували мотоцикли з 4-тактними двигунами. Найкращим серед них був італійський Mondial. Двигун конструкції Альфредо Друзіані відрізнявся досить хитромудрим приводом двох верхніх розподільчих валів: вертикальний вал, що проходив за циліндром та «гітара» з п'яти шестерень в голівці. Ще однією цікавою особливістю силового агрегату був цілісний монолітний картер, який відкривав доступ до зчеплення і коробки перемикання передач через спеціальні отвори. Рання версія розвивала максимальну потужність 12 к.с. при 9 000 об/хв, розганяючи мотоцикл масою 85 кг до швидкості у 130 км/год — цього виявилося достатньо для того, щоб гонщики на Mondial виграли всі етапи світової першості 1949, 1950 і 1951 років.
Загалом історія класу 125cc — це битва насамперед італійських і японських мотоциклів. Лише зрідка в цю суперечку вривалися іспанські та німецькі виробники, а з останніх найуспішнішим був NSU Rennfox — переможець чемпіонатів 1953 і 1954 років. Одноциліндровий чотиритактний двигун з двома верхніми розподільчими валами розвивав потужність (в пізній версії) 18 к.с. при 11 500 об/хв, що дозволяло розганятися вже до 170 км/год. Ця модель буда насичені інноваційними рішеннями: батарейне запалювання, шестиступінчаста коробка передач, обтічник. Цікаво, що хребтова рама з штампованих елементів по конструкції була майже такою ж, як на серійних NSU Fox.
На рівних з Mondial і NSU за титул в 125-кубовому класі в 50-і роки боролася ще одна італійська марка — MV Agusta. Одноциліндровий двигун конструкції П'єро Ремора відрізнявся приводом двох верхніх розподільчих валів «гітарою» циліндричних шестерень. Версія 1952, що розвивала 15 к.с. при 10 800 об/хв, привела англійця Сесіла Сендфорда до перемоги в чемпіонаті світу. А в 1958, 1959 і 1960 роках MV Agusta виграла чемпіонати світу у всіх одиночних категоріях чемпіонату.
Німецький інженер Вальтер Кааден осягав таємниці газодинаміки в роки Другої світової війни, проектуючи під керівництвом Вернера фон Брауна ракети «Фау». Після війни він зайнявся розробкою гоночних двотактних двигунів MZ, використовуючи набутий досвід. Одним з перших він застосував налаштований випуск — підбираючи розміри глушника, він навчився повертати в камеру згоряння частину горючої суміші, що вилітала під час продувки. Другу ахіллесову п'яту «дво-тактника» — симетричні фази газорозподілу — він поборов, встановивши дисковий золотник на впуску. На ідеях Каадена побудовані чи не всі гоночні двотактні двигуни — аж до наших днів.
Після закінчення сезону 1957 італійські виробники FB Mondial, Gilera та Moto Guzzi вирішили покинути чемпіонат через надмірні витрати на участь. Один з 125-кубових мотоциклів FB Mondial придбав підприємець з Японії Соїчіро Хонда. Вже у 1959 році він привіз цілу команду з п'яти гонщиків та дев'яти 125-кубових мотоциклів на трасу Tourist Trophy. Його мотоцикли не були копіями Mondial, скоріше це був їх творчий розвиток: вперше в цьому класі японські інженери застосували двоциліндрові двигуни з чотири-клапанними головками циліндрів. Гонщики-японці фінішували на 6-му, 7-му, 8-му і 11-му місцях, забезпечивши компанії командний приз. Це був початок ери домінування японських виробників у чемпіонаті.
У тому ж 1959 Ернст Дегнер — молодий східно-німецький інженер і гонщик — здобув перемогу на Гран-прі Італії. Це була перша для MZ перемога на етапі чемпіонату світу і перша перемога для двотактної «вісьмушки». В 1961 році Дегнер вже лідирував в заліку чемпіонату світу, випереджаючи п'ятірку гонщиків на Honda. Але на передостанньому етапі, у Швеції, Ернст заглушив двигун на найвіддаленішій від боксів ділянці траси і потихеньку втік. Разом з ним зникла частина документації та деякі деталі. При відсутності Дегнера чемпіоном став австралієць Том Філліс на Honda, здобувши перший чемпіонський титул для японської марки. Німець же в наступному році з'явився в команді Suzuki, де його головним завданням було допомогти створити новий двигун для мотоциклу класу 125сс, який повинен був видавати принаймні 22 кінських сили потужності. Розроблена модель RT125 була точним дзеркальним відображенням двигуна MZ і змогла виробити 24 к.с... На 50-кубовій міні-копії MZ він став-таки чемпіоном світу, а ще через рік Suzuki здобула титули відразу в обох класах 50cc та 125cc. Як не прикро, але сама MZ жодного разу не тріумфувала в заліку виробників.

### 1960-і: домінування японський виробників
60-і роки в класі 125cc ознаменувались боротьбою між Suzuki і Honda. Перша зробила ставку на двотактні двигуни (за ідеями Каадена), друга — на чотиритактні. Інженери Suzuki вже в 1963 році розробили двоциліндровий двигун, а в 1965 — «квадратну» (з двома колінчастими валами один за одним) «четвірку» рідинного охолодження. Honda відповіла в 1963 році чотирициліндровим силовим агрегатом, а в 1965 — і п'ятициліндровим. Такий дивний формат виник в результаті уніфікації з 50-кубовим двоциліндровим двигуном, в якому об'єм одного циліндра становив 25 см³. Загальний рахунок за підсумками десятиліття — 4:3 на користь Honda; решту титулів поділили між сою теж японські виробники — двічі Yamaha та одного разу Kawasaki.
ФІМ, незадоволена домінуванням японських мотоциклів, надзвичайно дорогих і складних у виробництві, в 1969 році оголосила про новий технічний регламент: скорочення максимально дозволених кількості циліндрів та ступенів в коробці передач (для класу 125cc — два циліндра і шість передач) та введення мінімальної маси (75 кг). Нові правила дозволили втрутитись у боротьбу європейським маркам з їх скромними бюджетами. Чемпіоном світу в 1971 і 1972 роках став іспанець Анхель Ньєто на іспанському ж мотоциклі Derbi.
В абсолютній класифікації за кількістю чемпіонських титулів (13) в шосейно-кільцевих мотогонок Анхель Ньєто — другий після італійця Джакомо Агостіні, на рахунку якого 15 перемог. На відміну від Агостіні, який усі свої титули здобув в старших класах — 350cc та 500cc, Ньєто завжди зберігав вірність дрібним категоріям — 50cc і 125cc. І був винагороджений відмінним спортивним довголіттям: свій перший титул він здобув у сезоні 1969, 13-й — в 1984.

### 1970-і: повернення європейців
Один з найкращих гоночних мотоциклів 70-х років народився не з комерційного розрахунку, а по любові. Італійський промисловець Джанкарло Морбіделлі займався виробництвом деревообробних верстатів, а прибуток інвестував у розробку спортивної техніки. Успіх прийшов в середині 70-х, коли Морбіделлі переманив до себе німецького інженера Йорга Мюллера, творця знаменитих гоночних «половинок» Van Veen Kreidler. Паоло Пілері і П'єр Паоло Б'янкі на мотоциклах Morbidelli вигравали чемпіонат світу три роки поспіль — у 1975, 1976 і 1977 роках. Потім Морбіделлі прийшов до угоди з компанією Benelli (не мотоциклетної, а збройової), і разом вони налагодили дрібносерійне виробництво гоночних мотоциклів під маркою MBA (Morbidelli Benelli Armi), яка здобула ще два чемпіонські титули.
Відпрацювавши за контрактом три роки у Морбіделлі, Мюллер перебрався в італійську компанію Minarelli, що випускала двигуни для мопедів і вирішила поліпшити свій імідж за рахунок спортивних успіхів. Йорг фактично повторив свою чемпіонську машину: двоциліндровий двигун рідинного охолодження з дисковими золотниками на впуску, встановлений в сталеву трубчасту раму. Завоювавши два чемпіонські титули в класі, Minarelli визнала місію виконаною і перепродала команду іншій італійській компанії — Garelli. Та запросила для доведення машини двох нідерландських фахівців: Яна Тіля (фахівця з двигунів) і гуру по шасі Мартіна Мейвартса. Тіль форсував силовий агрегат до небачених раніше величин — 47 к.с. при 14 600 об/хв (з розрахунку на 1 л потужність становила 376 к.с.), а Мейвартс — спроектував ходову частину з алюмінієвим монококом, надзвичайно легку (рама важила всього 6 кг) та жорстку. Ця модель виграла шість чемпіонатів поспіль — з 1982 по 1987 роки.
Ян Тіль — людина, яка протягом 35 років визначала розвиток гоночних двигунів малих об'ємів. Він познайомився з Мейвартсом на початку 60-х років, і в 1965 році вони організували компанію Jamathi — мотоцикли цієї «гаражної» фірми виграли кілька Гран-прі в 50-кубовому класі. Через десять років вони спроектували гоночний мотоцикл революційної конструкції для промисловця Егідіо Піоватіччі — вже під маркою Bultaco він виграв чотири чемпіонату світу в класі 50cc. Потім була робота для Garelli, Agrati, Rumi, Aprilia та Derbi. Вінцем кар'єри Тіля став двигун Derbi/Aprilia RSA125, який в останні роки існування класу був непереможним (характерна особливість цього двигуна — дисковий золотник за циліндром, з шестерінчастим приводом). Загалом на мотоциклах з двигунами Яна Тіля виграно 51 чемпіонат світу в класах 50cc, 125cc і 250cc (25 особистих та 26 — конструкторів).

### 1990-і: одноциліндрові двигуни
Тотальна перевага двоциліндрових двигунів Garelli змусила ФІМ ще раз переглянути правила: з 1988 року в класі допускалися лише одноциліндрові двигуни. Перший «одноциліндровий» чемпіонат виграв Хорхе Мартінес на Derbi, але потім почалася епоха Honda RS125. Мотоцикл з одноциліндровим двигуном рідинного охолодження, створеним на основі мотокросового CR125, дебютував ще в 1980 році і був дуже популярний в гонках національного рівня, але на міжнародному шансів проти більш потужних двоциліндрових моделей не мав. Нові правила вивели його на вершину.
Дисковий золотник або пелюстковий клапан — це технічне суперництво визначило розвиток класу 125cc останні двадцять років. Першої схеми дотримувались італійські Aprilia та іспанські Derbi (що в останні роки існування класу означало одне і те ж, оскільки обидві компанії входили в концерн Piaggio), другої — японська Honda. Двигуни з дисковим золотником на впуску відрізнялися чудовими «верхами», але від них було надзвичайно складно домогтися гарної віддачі за межами досить вузької зони високих обертів. У двигуні з пелюстковими клапанами «верхи» були не такими агресивними, зате у них була краща тяга на середніх оборотах.
Хоча багато великих гонщиків починали кар'єру в класі 125cc, йдучи потім у великі кубатури, офіційний юніорський титул ця категорія отримала лише в 2005 році. З того року до участі в чемпіонаті допускалися гонщики не старші 25 років (для тих, хто до того моменту виступав у цьому класі, зроблено послаблення: вони могли виступати до 28 років). А наймолодшим гонщиком, який виграв Гран-прі, став у червні 2008 року англієць Скотт Реддінг: йому було тоді 15 років і шість місяців.
Зміну класу 125cc на Moto3 викликала багато критики. Прихильники першого стверджували, що двотактні двигуни дешевші у виробництві та обслуговуванні, їх простіше налаштовувати.

## Цікаві факти
- Всі гонки протягом перших трьох років виграли гонщики на мотоциклах однієї марки — Mondial.[6]
- Єдиним гонщиком, який став чемпіоном, не вигравши жодної гонки в сезоні є іспанець Еміліо Альзамора.[7]